# Ordre
|  | Per a altres significats, vegeu «ordre (desambiguació)». |

En biologia, l'ordre o orde és la unitat sistemàtica entre la classe i la família.
Davant la gran dificultat de classificar algunes espècies alguns ordres s'agrupen dins de superordres i els individus d'un ordre es classifiquen dins de subordres i aquests en infraordres.
En la seva classificació dels mamífers de 1997, McKenna i Bell van fer servir dos nivells extres entre el de Superordre i Ordre: Grandordre i Mirordre. Per exemple, es classifica com un Grandordre els Euarconts i en el de Mirordre els Primatomorfs.
Nivells de classificació (de general a concret)
| Classe                    |
| [Subclasse] [Infraclasse] |
| [Superordre]              |
| Ordre                     |
| [Subordre] [Infraordre]   |
| [Superfamília]            |
| Família                   |

(Els nivells obligatoris estan marcats en fons rosa)

## Nomenclatura segons la categoria
El nom de les ordres acaba amb el sufix -ales en plantes, algues i fongs.
Per al regne animal, els sufixos per defecte només s'implementen a partir del rang de super-família (article 29.2 de l'ICZN). Tanmateix, el nom de les ordres sovint s'acaba amb el sufix -formes, que significa que l'ordre agrupa espècies del mateix aspecte. També trobem el sufix -morphes o -morpha, que té el mateix significat, però format a partir del grec.
Exemples:
- animal: Scorpaeniformes (peixos amb forma d'escorpí), Salmoniformes (peixos amb forma de salmó), Piciformes (ocells en forma de bec), Scutigeromorpha (artròpodes amb forma de scutigera), Lagomorpha (mamifers amb forma de conill)
- vegetal: Juncales, Liliales, Najadales
- fongs: Agaricales, Boletales

Tanmateix, les terminacions -formes ou -morpha també es poden trobar en altres rangs: subordre (Caniformia), infraordre (ex: Lemuriformes, Pentatomomorpha), superordre (Helminthomorpha).
Per als noms d'ordres en animals, altres sufixos poden fer referència a criteris morfològics, a una característica biològica o simplement ser una terminació lèxica. Exemples de terminacions d'ordres en animals (llista no exhaustiva i terminacions no exclusives d'aquest rang):
- -poda (peu, cama; com a Decapoda, ordre de crustacis «de deu potes»; però Cefalòpoda és una classe)
- -ptera (ala, com a Orthoptera, insectes «alats en angle recte» com llagostes, etc.; Chiroptera, mamífer «de mans alades» com ratpenats)
- -gnathe (mandíbula, com a Archaeognatha, però Agnatha, peixos «sense mandíbula», és un infrafilum o una super-classe segons les classificacions)
- -dactyla (dits dels peus, com en Perissodactyla, ordre dels ungulats «a dits imparells»)
- -vora (segons el que menja, com a Carnivora, l'ordre dels mamífers «manjadors de carn»)
- -odea (com a Blattodea)
- -ia (com a Sirenia)
- -ida (com a Sepiida)
- etc.

## Història
L'ordre com a rang diferenciat de classificació biològica que té el seu propi nom distintiu (i no només anomenat gènere superior (genus summum)) va ser introduït per primera vegada pel botànic alemany Augustus Quirinus Rivinus en la seva classificació de plantes que va aparèixer en una sèrie de tractats a la dècada de 1690. Carl von Linné va ser el primer a aplicar-lo de manera coherent a la divisió dels tres regnes de la natura (aleshores minerals, plantes i animals) en el seu Systema Naturae (1735, 1a Ed.).

### Botànica

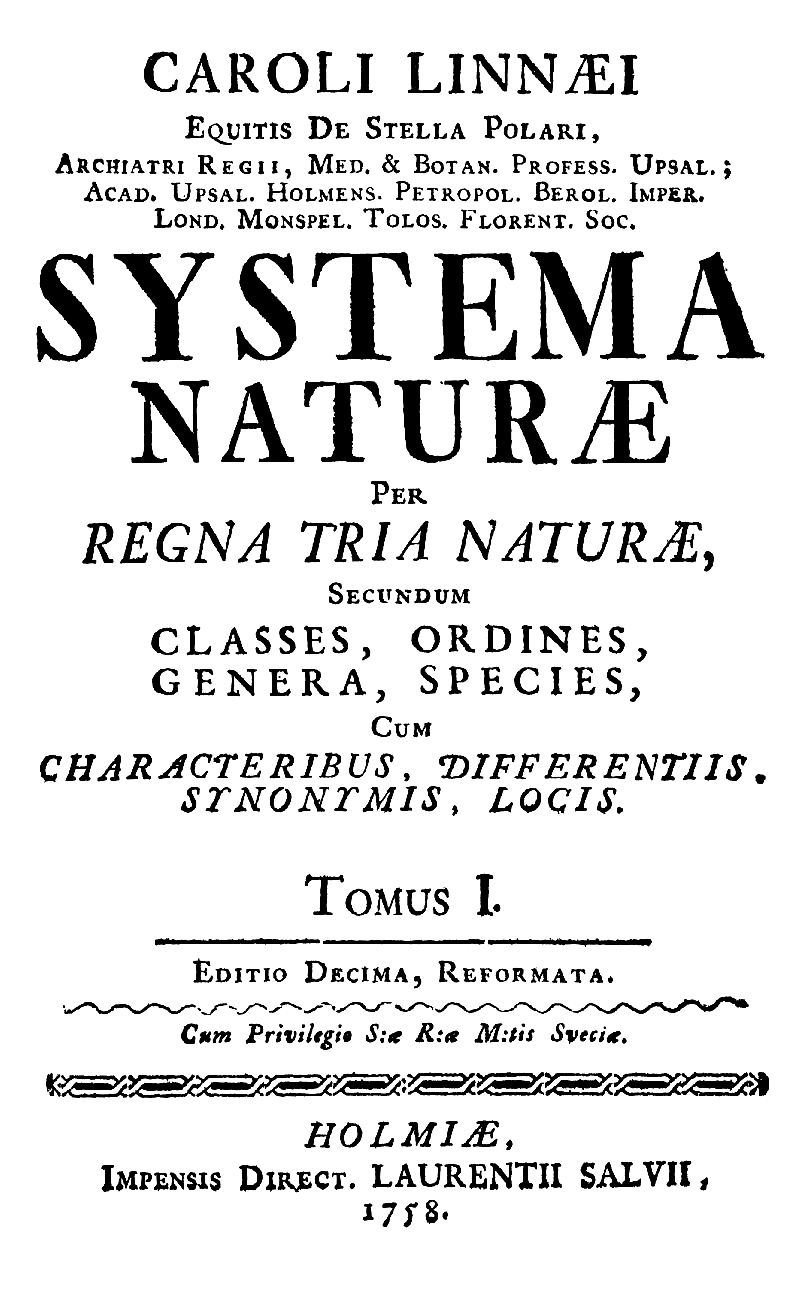
Portada de l'edició de 1758 del Systemma Naturæ de Von Linée.

Per a les plantes, els ordres de Von Linné a Systema Naturae i a Species Plantarum eren estrictament artificials, introduïts per subdividir les classes artificials en grups més petits més comprensibles. Quan el terme orde es va utilitzar per primera vegada de manera consistent per a les unitats naturals de les plantes, en obres del segle xix com el Prodromus Systematis Naturalis Regni Vegetabilis d'Augustin Pyramus de Candolle i el Genera Plantarum de Bentham i Hooker, indicaena els tàxons als quals ara se'ls dona el rang de família.
A les publicacions botàniques franceses, a partir de les Famílies naturals de plantes de Michel Adanson (1763) i fins a finals del segle xix, la paraula famille (plural: familles) s'emprava com equivalent francès per a aquest ordo llatí. Aquesta equivalència es va afirmar explícitament a les lleis de nomenclatura botànica d'Alphonse Pyramus de Candolle (1868), el precursor del Codi Internacional de Nomenclatura d'algues, fongs i plantes que s'utilitza actualment.
A les Primeres Normes internacionals de la Nomenclatura Botànica del Congrés Botànic Internacional de 1905, el terme família (familia) s'assignava al rang indicat pel francès famille, mentre que l'ordre (ordo) estava reservat per a un rang superior, per la qual cosa al segle xix sovint s'havia anomenat cohors (plural cohortes).
Algunes de les famílies de plantes encara conserven els noms dels «ordres naturals» de Von Linné o fins i tot els noms de grups naturals previs a Von Linné reconeguts per ell com a ordres en la seva classificació natural (per exemple, Palmae o Labiatae). Aquests noms es coneixen com a nom botànic descriptiu.

### Zoologia
En zoologia, els ordres de Linné es van utilitzar de manera més consistent. És a dir, els ordres de la part de zoologia del Systema Naturae fan referència a grups naturals. Alguns dels seus noms ordinals encara estan en ús, com Lepidoptera (papallones diürnes i les nocturnes).) i Diptera (mosquits i els tàvecs).

### Virologia
En virologia, la classificació dels virus del Comitè Internacional de Taxonomia dels Virus inclou quinze tàxons que s'han d'aplicar a virus, viroides i àcids nucleics satèl·lits:
Domini (-viria)
Subdomini (-vira)
Regne (-virae)
Subregne (--virites)
Fílum (-viricota)
Subfíllum (-viricotina)
Classe (-viricetes)
Subclasse (-viricetidae)
Ordre (-virales)
Subordre (-virineae)
Família (-viridae)
Subfamília (-virinae)
Gènere (-virus)
Subgènere (-virus)
Espècie (-virus)
Actualment, hi ha catorze ordres virals, cadascuna acabada en el sufix -virales.